# Escola de Teatro de Arte de Moscou
A Escola de Teatro de Arte de Moscou é a escola-estúdio do Teatro de Arte de Moscou. É uma instituição educacional estadual que existe desde 1943. O iniciador da escola de estúdio foi Vladimir Nemirovich-Danchenko.
Oferece três faculdades em período integral:
1. atuação (treinamento - 4 anos, competição - 30 pessoas por vaga),
2. iluminação (treinamento - 5 anos, concurso - 3 pessoas por vaga),
3. produção (treinamento - 5 anos, competição - 4 pessoas por vaga).

## História

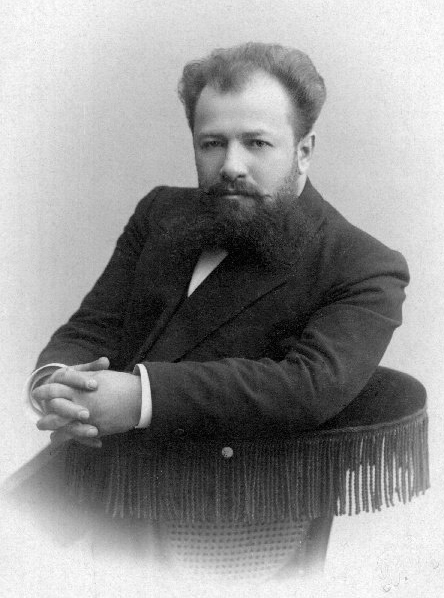
Vladimir Nemirovich-Danchenko

A ideia do estúdio-escola foi expressa pela primeira vez na reunião dos líderes do Teatro de Arte de Moscou em 21 de março de 1943. Foi a última vontade do diretor e pedagogo Vladimir Nemirovich-Danchenko, que morreu de ataque cardíaco um mês depois, em 25 de abril de 1943. No dia seguinte (26 de abril de 1943), foi publicada imediatamente uma resolução especial do Conselho de Comissários do Povo do RSFS da Rússia, que continha uma cláusula relativa à criação da escola ateliê.
O ateliê-escola foi oficialmente inaugurado em 20 de outubro de 1943. O primeiro reitor foi o diretor de teatro e crítico Vassili Grigorievich Sakhnovski. A primeira turma consistia em 27 alunos que se formaram em 1947. O nome completo da organização é Instituição Educacional Orçamentária do Estado Federal de Ensino Superior "Escola Estúdio (Instituto) com o nome de Vl. I. Nemirovich-Danchenko de Teatro Acadêmico de Arte de Moscou em homenagem a A.P. Chekhov".
Na década de 1940, havia apenas uma faculdade para atores de teatro dramático e cinema. Em 1987, uma nova filial para pintores de teatro foi aberta sob a direção de Valeri Yakovlevich Levental. Em 1989, um novo departamento para artistas-tecnólogos para figurinos de palco foi aberto sob a direção da Artista do Povo da Rússia Eleonora Petrovna Maklakova. Em 1988, foi inaugurado o Departamento de Iluminação.
Em 1991, foi criado um departamento de produção teatral na escola de teatro. Em 2005, o departamento foi transformado em corpo docente produtor.
Os ingressos para assistir às peças do estúdio-escolas podem ser comprados na bilheteria no local.

## Reitores
(em ordem cronológica)
- Vasily Sahnovsky (1943–1945)
- Veniamin Radomyslensky (1945–1980)
- Nikolai Alekseev (1980–1983)
- Vadim Krupitsky (1984–1986)
- Oleg Tabakov (1986–2000)[9][10]
- Anatoly Smelyansky (2000–2013)
- Igor Zolotovitsky (2013–presente)[11]